# Abeja Buckfast

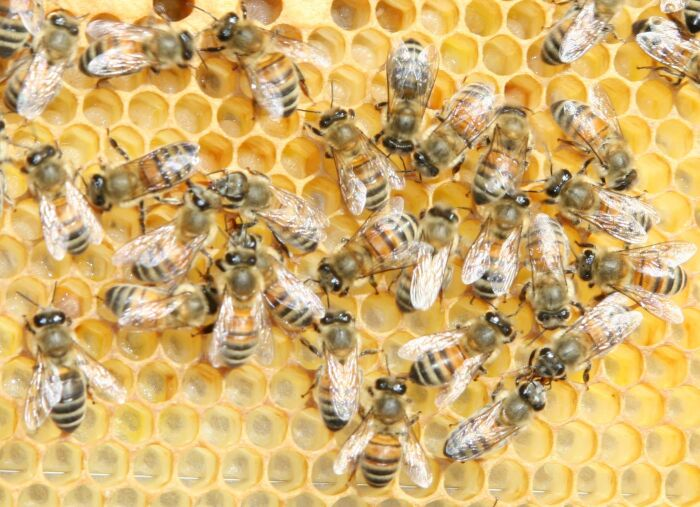
Abejas Buckfast

La abeja Buckfast es un híbrido obtenido de diferentes cruzamientos de subespecies de la abejas melíferas occidental (Apis mellifera). Esta raza obtenida por selección artificial es utilizada por apicultores de todo el mundo.
El Hermano Adán o Hermano Adam, Karl Kehrle, a cargo de la apicultura de la Abadía de Buckfast, Inglaterra, realizó numerosos cruzamientos que dieron lugar a esta abeja resistentes a enfermedades creando un vigoroso híbrido, conocido en la actualidad como la abeja de Buckfast entre apicultores.
Esta selección, contiene caracteres especialmente de dos raza ligustica y mellifera. Este híbrido tiene genética de Apis mellifera sahariensis y Apis mellifera carnica. En Francia, el 15 % de los apicultores utilizan abejas Buckfast, principalmente en el norte y este. 
En Imkerfreund, se comparó la Buckfast con Apis mellifera carnica en cuanto a rendimiento de cosecha, siendo los resultados similares. Siendo la invernada más fácil con Apis mellifera carnica, pero se controla el enjambrazón con la abeja Buckfast.
Numerosos trabajos demuestran que los cruces de razas han dado lugar a híbridos que producen entre un 20 y 30 % más que las abejas de líneas puras. La sustitución natural de la reina es menor en los híbridos que en abejas de líneas puras.
En la producción de jalea real se utilizan híbridos de A. m. caucasica x A. m. ligustica o de ligustica x caucasica. Hay apicultores que cruzan abeja Bucfast con razas de Apis mellifera.

## Cronología de la abeja buckfast
- 1898. El 3 de agosto nace Karl Kehrle, futuro Fraile Adán, en Mittelbiberach [9°45′ E;48°5′ N], Alemania del Sur, cerca del Lago de Constancio (66 km). Ya siendo niño se interesa por la apicultura.
- 1910. Entra en el convento de la Abadía Benidictina de Buckfast [50°29.425'N 3°46.629'W].
- 1913. La enfermedad de la acariosis, venida originariamente de la Isla de Wight, alcanza las regiones del Reino Unido y diezma las poblaciones de abejas de la zona.
- 1915. El Fraile Adán, por razones de salud, es elegido como ayudante del Fraile Columban en el colmenar del monasterio. En el otoño, el inspector de apicultura del condado prevé la total exterminación de las abejas para la primavera siguiente.
- 1916. Inspirado por sus propias observaciones sobre la resistencia de razas extranjeras a la enfermedad de la acariosis, imagina el primer esbozo de lo que será la abeja Buckfast. Efectivamente, fue una catástrofe general. El colmenar del monasterio es devastado por la acariosis. De cuarenta y seis colonias, subsisten dieciséis: solo las colmenas de Apis mellifera carnica y de Apis mellifera ligustica. Todas las abejas indígenas desaparecen.
- 1917. Nacimiento de la cepa Buckfast, producto del primer cruzamiento: abeja parda ligustica por zángano de la desaparecida abeja británica. El colmenar de la abadía cuenta cien colonias al final del otoño.
- 1919. El Fraile Columban se retira y el Fraile Adán se encuentra con toda la responsabilidad sobre el colmenar del convento el 1 de septiembre.
- 1920. Se inspira en el libro recién publicado del profesor Ludwig Armbruster: Bienenzüchtungskunde, (1919). Primeros intentos de cruzamientos entre la F1 y Apis mellifera cypria.
- 1922. Se da cuenta de los problemas de desviación de rumbo de las abejas causados por la disposición en línea de las colmenas. Las colonias son dispuestas en grupos de cuatro con salidas orientadas hacia los cuatro puntos cardinales.
- 1924. Está convencido de que las reinas deben disponer de un espacio de puesta suficiente y sin barreras. Este verano modifica la mitad de sus colmenas con estructura British standard (dos cuerpos de diez marcos), en doce marcos Dadant.
- 1925. Instala su célebre estación de fecundación en Dartmoor. Es un modelo de aislamiento que permite obtener los cruzamientos selectivos deseados. Funciona aún en la actualidad. En junio y julio, cuando la estación está totalmente ocupada, se cuentan hasta 520 núcleos en medio marco Dadant. Estos núcleos son invernados en el lugar y se sigue un severo control sobre las reinas antes de introducirlas, en marzo, en las 320 colmenas de producción.
- 1930. Crea y desarrolla una nueva combinación mejor. Cruzamiento entre una reina francesa proveniente del suroeste de París, con los zánganos de la cepa de Buckfast. Esta combinación se considerará más adelante muy importante. En este momento, todas sus colonias de producción están en doce marcos Dadant.
- 1940. Después de diez años de severa selección, se decide a introducir la nueva combinación en la cepa Buckfast. La cepa Buckfast recibe la nueva combinación.
- 1948. Colaboración con el Dr. O. Mackenson, uno de los descubridores de la inseminación artificial con instrumental. La inseminación instrumental es realizada en Buckfast con las reinas seleccionadas.
- 1950. Realiza su primer viaje de investigación por Europa: Francia, Suiza, Austria, Italia, Sicilia y Alemania. La observación de las abejas por todo el Viejo Continente, de su biotopo natural, y en su medioambiente original, aporta información sobre sus cualidades para poder seleccionar en el lugar algunos especímenes que serán examinados en el clima de Dartmoor antes de una incorporación (eventual) en la cepa de Buckfast.
- 1952. Luego a Israel, Argelia, Jordania, Siria, Libia, Chipre, Grecia, Creta, Eslovenia, y los Alpes ligurinos. Cruzamiento con Apis mellifera cecropia.
- 1954. Y luego a Turquía y las islas Egeas.
- 1956. A la antigua Yugoslavia.
- 1958. Introduce una nueva combinación de origen griego en su cepa principal. El citado cruce resulta claramente menos agresivo y muestra un comportamiento de enjambre menos acentuado que la cepa básica.
- 1959. Los viajes continúan por España y Portugal.
- 1960. La Abeja Buckfast es mejorada con un nuevo cruzamiento entre Apis mellifera anatoliaca y cepa buckfast, el cual será estudiado durante muchos años.
- 1962. Viajes a Marruecos, Turquía, Grecia, antigua Yugoslavia, Egipto y Libia.
- 1964. Es elegido como miembro del consejo de la Asociación de Investigación sobre las Abejas (Bee Research Association futura IBRA).
- 1967. Incorpora a la cepa principal Buckfast una nueva combinación de origen anatolio. La citada combinación, más resistente y menos exigente es incorporada definitivamente a la cepa Buckfast.
- 1971. El Fraile Adán es nombrado Vicepresidente de la IBRA (International Bee Research Association). El consejo de la IBRA, que fue quien le eligió, señala que él no pide su admisión, probablemente porque es uno de los apicultores más conocidos del mundo.
- 1972. Los viajes continúan con la vuelta a Turquía, Grecia y a la antigua Yugoslavia.
- 1973. El 16 de junio, el Fraile Adán recibe el título de Oficial de la Excelentísima Orden del Imperio Británico: Order of the British Empire (OBE) en la Lista de Honor del Cumpleaños de la Reina.
- 1974. El 13 de mayo, recibe el Bundesverdienstkreuz en la República Federal de Alemania.
- 1976-1977. Continúa la búsqueda en Marruecos, y luego en Grecia.
- 1982. Vuelta a Grecia, a la península del monte Athos, La Montaña Sagrada. Comienzo de las pruebas con la nueva y prometedora combinación de la abeja athos de la vieja Macedonia.
- 1983. Viaje a Grecia y la isla de Creta.
- 1984. Viaja a EE. UU. para controlar y corregir los emparejamientos de Buckfast que estaban fallando y posiblemente divergiendo.
- 1987. El 2 de octubre el Fraile Adán es nombrado Doctor Honorario como premio a sus servicios a la apicultura por la Facultad de Agricultura de la Universidad de Upsala, Suecia. La noticia le llega durante su viaje por África en busca de la abeja Apis mellifera scutellata y la abeja Apis mellifera monticola (Montañas del Kilimanjaro en Tanzania y Kenia). Este nombramiento le conmueve profundamente por ser para él el reconocimiento oficial de la naturaleza científica de su investigación.
- 1989. Es nombrado Doctor Honorario en premio a sus servicios a la apicultura por la Facultad de Agricultura de la Universidad de Exeter (Devon, Reino Unido).
- 1992. El 2 de febrero, dimisión impuesta del nuevo abad David Charlesworthm quien se niega a conceder el nombramiento de un nuevo asistente técnico, Michael van der Zee. La producción de miel es tan pobre que el Fraile Adán se priva de su cucharada de miel diaria. Profundamente aquejado, este hombre de 94 años pasa el verano y el otoño en su lugar de nacimiento, Mittelbiberach, con su sobrina Maria Kehrle. La producción del colmenar es deplorable: unas 3000 libras por las 320 colmenas de producción.
- 1993. Fiel a sus obligaciones monásticas, el Fraile Adán, el miembro más antiguo de la comunidad monástica, no sólo de Buckfast sino de toda la Orden de San Benito (O.S.B.) vuelve a la Abadía de Buckfast para una clara vida de aislamiento, en la indiferencia de los otros monjes. La responsabilidad de uno de los bancos genéticos de abejas más importantes pasa al Fraile Leo, abad retirado, de 70 años, sin ningún conocimiento sobre el cuidado de las abejas.

El trabajo recae en Peter Donovan, antiguo ayudante del Fraile Adán. Inquietud entre numerosos apicultores de Buckfast.
- 1995. El Fraile Adán se retira, sigue débil pero muy alerta. Ya no está a cargo de la apicultura de la Abadía de Buckfast. Vive tranquilamente en un asilo, muy cerca, calle abajo. El colmenar de la abadía es dirigido por Peter Donovan, que aunque no es un monje, ha trabajado con las abejas de Buckfast desde hace 40 años como director del colmenar del Fraile Adán. Peter ha pedido ayuda a algunos apicultores locales en los trabajos de rutina para la temporada siguiente. [de Glyn Davies, Ashburton, Devon, UK].
- 1996. Peter Donovan, quien trabajó cerca del Fraile Adán en la Abadía de Buckfast, pasa el mensaje a través de la red: el Fraile Adán ha fallecido el 1 de septiembre, a la edad de 98 años. Su Abeja obrera, cargada con los genes que incorporó, así como sus métodos, sobrevivirán sus recomendaciones.
- 1996. 7 de septiembre. La Iglesia de la Abadía de Buckfast repleta, dijo un último adiós al Fraile Adán. Todos los participantes en el funeral estuvieron presentes para ofrecer su respeto a una de las más grandes personalidades de la historia de la apicultura.